# Nurbek Xolmuhammatov
Nurbek Xolmuhammatov (ur. 13 lipca 1992) – uzbecki zapaśnik walczący w stylu klasycznym. Zajął siedemnaste miejsce na mistrzostwach świata w 2015. Zdobył srebrny medal na mistrzostwach Azji w 2016 i brązowy w 2015 roku.